# عبد الله بن محمد بن لب
عبد الله بن محمد بن لب القسوي أو عبد الله القسوي (المتوفي عام 915 م)؛ حاكم تطيلة وأحد زعماء بني قسي.

## السيرة الذاتية
عبد الله هو الابن الثاني لـ محمد بن لب بن موسى رئيس بني قسي بين عامي 883 و 898.
في 907 بعد وفاة أخيه لُب بن محمد تولى عبد الله تولى رئاسة مناطق الأسرة، والتي كانت جوهرتها في تطيلة، ولكن كان عليه مواجهة القوى مختلفة التي حاولت تضعف قوة بني قسي.
حاول محمد بن عبد الملك الطويل والي وشقة استغلال الموقف بعد مقتل لُب بن محمد لاستيلاء على ممتلكاتهم في بربشتر والقَصْر، وفي 908 استولى أيضًا على منتشون ولاردة، ومن جهة أخرى هاجم أبو يحيى محمد بن عبد الرحمن بن عبد العزيز والي سرقسطة على إيجة واستولى عليها، وكما فقد نفوذه على طليطلة الذين سلموا المدينة إلى لُب بن تربيسة حليف ألفونسو الثالث ملك ليون.
في مايو 911 تحالف عبد الله بن محمد والطويل لمهاجمة مملكة نبرة، بحيث هاجم الطويل كونتية أراغون والمنطقة الواقعة بين لومبيير وبنبلونة لكنه انسحب قبل أن ينضم إلى قوات عبد الله، ومع ذلك لم يتخلى عبد الله عن جهوده وهاجم قلعة لوازة (لويسيا) وحقق الانتصار على سانشو نفسه.
في عام 914 قام سانشو الأول غارسيث بحملة عسكرية مهمة ضد مناطق بني قسي، بحيث عبر نهر ألهاما وفي يوم الأحد 20 مارس من ذلك العام تقاتلوا في أرنيط واستطاع احتلال قلهرة، على الرغم من استعادتها من قبل بني قسي في 15 يونيو 914، وفي غضون ذلك في 12 مايو 914 استجاب محمد بن لب ابن شقيقه والذي يحكم لاردة لنداء سكان مونتشون واحتل المدينة وطرد أحد أبناء الطويل عمروس بن محمد، وفي فبراير / مارس 915 تنازل عنها لعمه يونس.
في عام 915 وعد سانشو لمهاجمة مناطق بني قسي، تواجه عبد الله وسانشو بعضهما البعض في جبل البردي (جبل بارديناس) بالقرب من تطيلة، وفي 20 يوليو 915 تمكنت القوات النافارية من أسر عبد الله في مواجهة التي قُتل فيها ألف فارس من قواته، وصل شقيقه مطرف إلى تطلية في اليوم التالي، ومن هناك ذهب لرؤية محمد بن عبد الله في قلعة بلتيرة، ثم استطاع أنقذه مقابل تسليم حصون فالسيس وكاباروسو وترك ابنيه كرهينتين: أوراكا التي تزوجت لاحقًا من فرويلة الثاني ملك ليون؛ وفرتون الذي سينتهي به الأمر بالتحول إلى المسيحية.
توفي عبد الله بن محمد في تطيلة بعد شهرين من إطلاق سراحه، وبحسب المؤرخ العذري: "بسبب السم أطعمه إياه سانشو أثناء أسره في بنبلونة".
نجم بني قسي تتضاءل بسرعة في تطيلة بحيث ظل شقيقه مطرف وابنه محمد يتنازعون حول السلطة على التوالي، ومن ناحية أخرى حكم محمد بن لب بن محمد في لاردة. وفي مونتشون كانت ليونس بن محمد.

### الذرية
أنجب عبد الله بن محمد هؤلاء الأطفال على الأقل:
- محمد (توفي. 923)
- موسى.
- فرتون، وأخذ رهينة إلى بلاط مملكة ليون واعتنق المسيحية.
- عبد الله، غُرق في نهر تاجة.[3]
- أوراكا، تزوجت من فرويلة الثاني ملك ليون، لهم ذرية.[3]